# Acacia ferruginea
Acacia ferruginea (лат.) — древесное растение, вид рода Акация (Acacia) семейства Бобовые (Fabaceae).
Эндемик Шри-Ланки, растёт в засушливых регионах этого острова. Раньше это было довольно распространённое растение, однако в последние годы встречается очень редко, по причине чего занесено в Красную книгу Международного союза охраны природы.